# Colirio
Un colirio es una forma farmacéutica que consiste en disoluciones o suspensiones estériles de una o varias sustancias químicas en un vehículo acuoso u oleoso, destinadas a su instilación en el ojo u otras localizaciones.

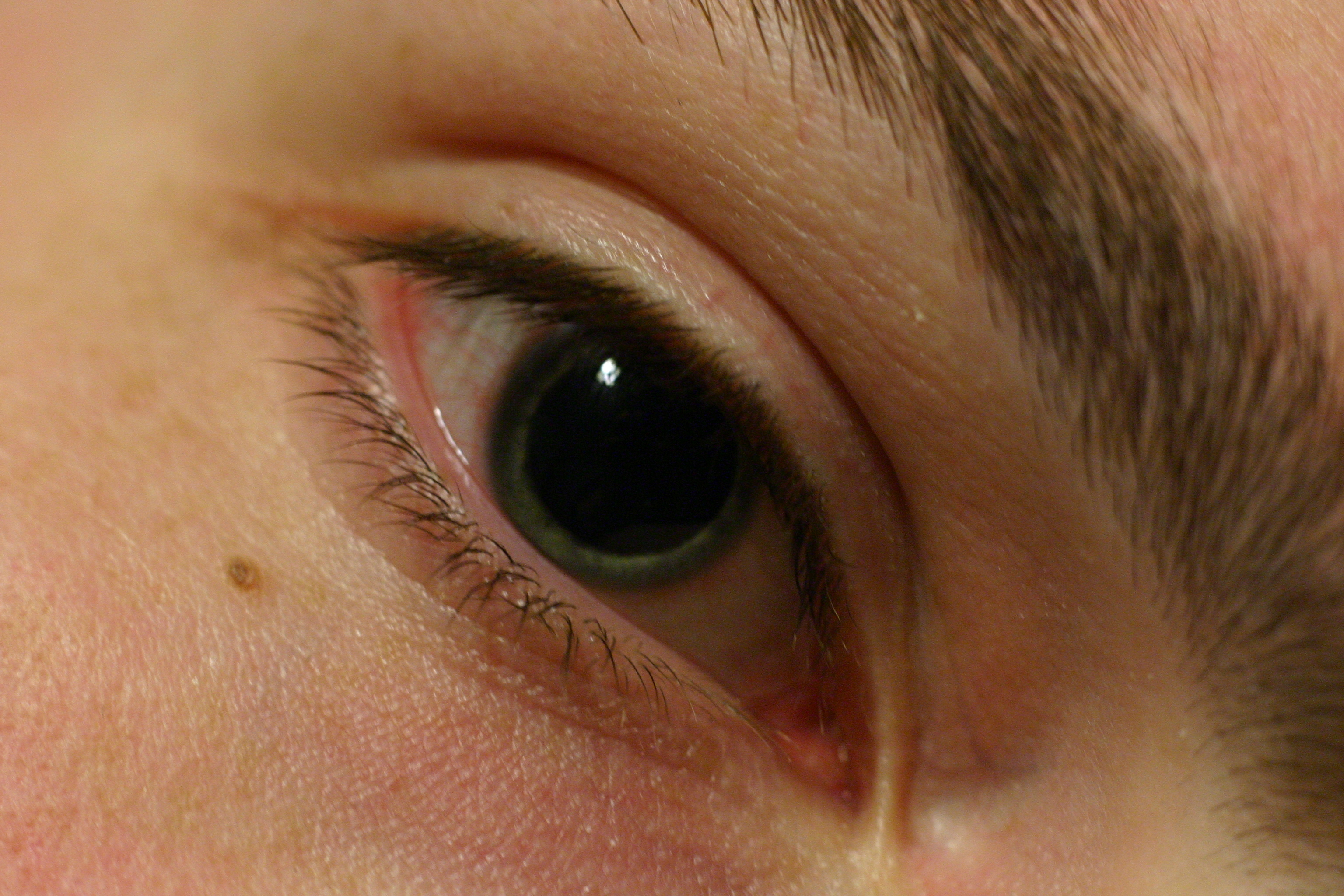
Pupila dilatada con un colirio diagnóstico.

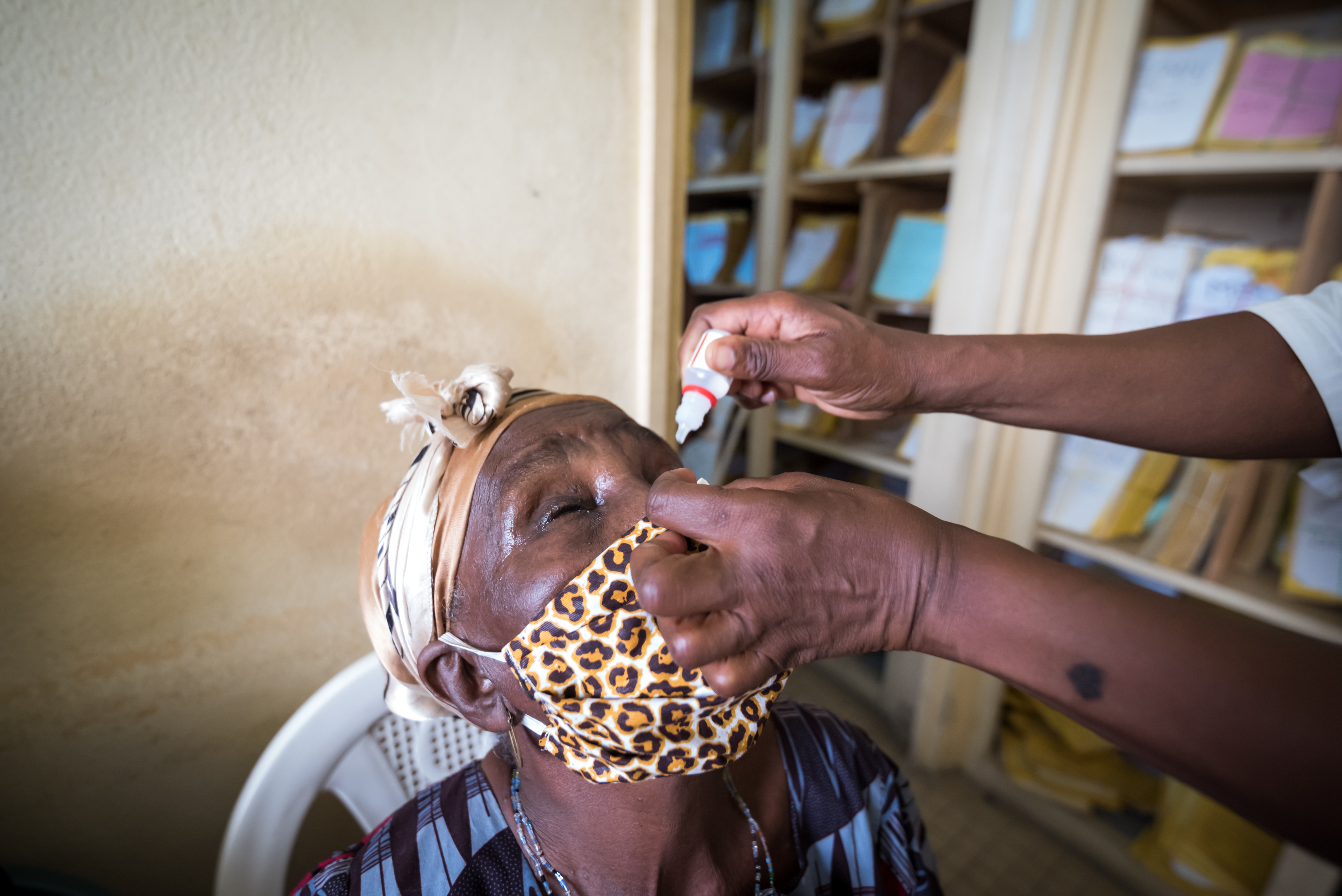
Aplicación de un colirio en un hospital de Duala.

## Propiedades
Las características que definen a un buen colirio vienen determinadas por las propiedades de la zona de aplicación: la mucosa ocular. Así, se destacan distintas propiedades.

### Estéril
Normalmente el ojo se encuentra protegido por la córnea y las lágrimas, que contienen una enzima antibacteriana y eliminan los elementos que contaminan la superficie del ojo arrastrándolos por el conducto lacrimal hacia la cavidad nasal. Sin embargo, con la córnea dañada (que lleva a prescribir medicación oftálmica) el tejido subyacente es susceptible de colonización bacteriana. Varios microorganismos son potenciales productores de infección (Staphylococcus, bacillus, aspergillus y ciertos adenovirus) pero el más peligroso es Pseudomonas aeruginosa, que puede desarrollarse en soluciones salinas simples y produce ulceraciones severas y ceguera. Una vez abierto el envase contenedor del colirio se pierde la esterilidad, por lo que es necesario que el principio activo vaya acompañado de una serie de conservantes que mantengan el mayor tiempo posible estéril la solución. Esto se consigue mediante sustancias de amplio espectro microbiano, no irritantes para la mucosa ocular, que no reaccionen con el principio activo, y que además reúnan una serie de propiedades físicas (punto de solubilidad, por ejemplo) que las hagan idóneas para este uso. Ante la dificultad del empeño, cada vez más los colirios tienden a usarse en envases monodosis, que además de asegurar la esterilidad hacen innecesario el uso de los conservantes. En los envases multidosis se recomienda desecharlos como máximo dos semanas después de su apertura.

### Isotonia
La lágrima es isotónica con el plasma, es decir, equivalente a una solución 0,9 % m/v de NaCl (cloruro de sodio). A pesar de que el ojo puede tolerar fácilmente desviaciones respecto a la isotonicidad, el tener que actuar sobre un ojo irritado hace aconsejable que el colirio mantenga esta isotonicidad. Los diferentes principios activos influyen en el punto isotónico, por lo que será necesario un reequilibrio, habitualmente con agua o con NaCl.

### pH en torno a 7.5
La discusión respecto al pH es importante. Por una parte lo ideal es que el colirio mantenga un pH cercano al de la lágrima, es decir entre 7.4 y 7.7. Sin embargo, los pH de máxima estabilidad  y de máxima biodisponibilidad del fármaco rara vez coinciden con este margen. Para corregir en lo posible el fenómeno será necesaria la adición de una sustancia tampón que manteniendo en el envase el pH más cercano posible a las características del fármaco, en contacto con la lágrima actúe modificando el pH hasta su agotamiento.

### Viscosidad
La viscosidad es la propiedad que describe la adherencia del producto. Esto favorece el contacto del principio activo con la mucosa conjuntival, y, por tanto, su eficacia. Para conseguir la máxima viscosidad sin afectar la estabilidad del colirio ni ser irritante, se añaden diferentes sustancias inertes del tipo de la metilcelulosa.

## Historia
Por colirio entendían los antiguos un medicamento seco, largo y redondo a manera de pesario o torunda, compuesto de polvos unidos por medio de alguna materia glutinosa o de otras sustancias capaces por su consistencia de adquirir la indicada figura. Servía para la nariz, los oídos, el útero, la uretra, el ano y ciertas úlceras profundas.

## Composición
Los componentes de un colirio vienen determinados por el grado de cumplimiento de las propiedades descritas. Así, nos encontraremos:
- Solución base o vehículo.
- Principio activo.
- Agentes antimicrobianos (si se trata de un envase de uso reiterado, no así en los envases monodosis).
- Agentes reguladores de la tonicidad.
- Agentes reguladores del pH, incluidas soluciones tampón.
- Agentes viscosantes.

Además, en ocasiones habrá que añadir, y en función de las características del principio activo, antioxidantes, secuestrantes o humectantes.

## Indicaciones
La gama de posibilidades de principios activos a utilizar es infinita, ya que acepta tanto fármacos liposolubles como hidrosolubles. Ello hace que también las indicaciones sean muy amplias. Como más importantes:
- Conjuntivitis, tanto infecciosas (bacterias, hongos o virus), como irritantes o alérgicas.
- Uveitis.
- Xerosis conjuntival.
- Glaucoma.
- En ocasiones es necesario explorar el fondo de ojo, es decir, visualizar la retina y el nervio óptico. Otras veces es necesario determinar la tensión intraocular,  extraer algún cuerpo extraño incrustado en la córnea o buscar la presencia de lesiones corneales. Para estos y otros métodos oftalmológicos nos ayudamos de fármacos vehiculizados en colirios de diagnóstico.

## Tipos
Existen multitud de tipos de colirios los más destacables serían:
- Antibióticos
- Antiinflamatorios
- Lágrimas artificiales. Colirios de composición similar a la lágrima.
- Humectantes. Este tipo de colirios aumenta la permanencia de la lágrima en el ojo, disminuyendo su evaporación y haciendo que esta sea más eficaz